# 関廟区

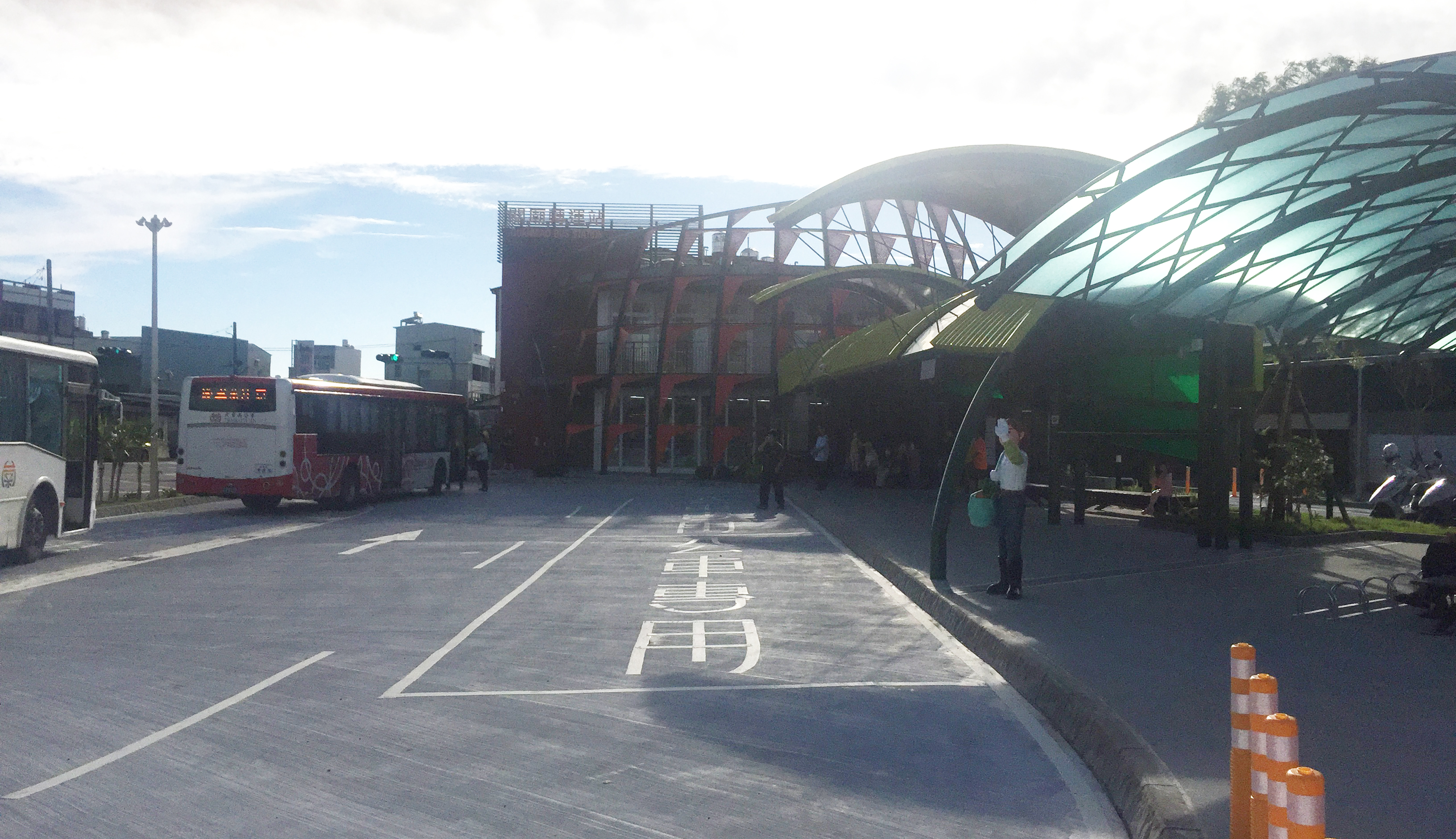
大台南バス関廟バスターミナル

関廟区（グアンミアオ/かんびょう-く）は台南市の市轄区。

## 地理
関廟区は台南市の南端に位置し、北は新化区と、東は龍崎区と、西は帰仁区と、南は高雄市阿蓮区、田寮区とそれぞれ接している。嘉南平原と新化丘陵の境界に位置し、三面を高地で囲まれた地勢となっておる。郷内北部には塩水渓の支流である許県渓が流れ、南部は二層行渓が流れている。

## 歴史
関廟は古くは西拉雅族新港社の居住地であり、鄭氏政権時代より漢人の入植が進み、原住民は現在の龍崎区へと移住を余儀なくされた。1718年、原住民はこの地に「山西堂」を建立し関帝を祭るようになり、その一帯を「廟街仔」や「関帝廟街」と称するようになった。日本統治時代の1920年の台湾地方改制の際、「関廟庄」を設け台南州新豊郡の管轄とした。台湾の中華民国への編入後は台南県関廟郷に改められ、2010年12月25日に台南県が台南市に編入されたことに伴って関廟区となり、現在に至る。

## 行政区
| 里 |
| --- |
| 下湖里、山西里、五甲里、花園里、北勢里、布袋里、南雄里、東勢里、松脚里、香洋里、埤頭里、深坑里、新光里、新埔里、関廟里 |

## 歴代区長
| 代 | 氏名 | 退任日 |
| -- | ---- | ------ |

## 教育

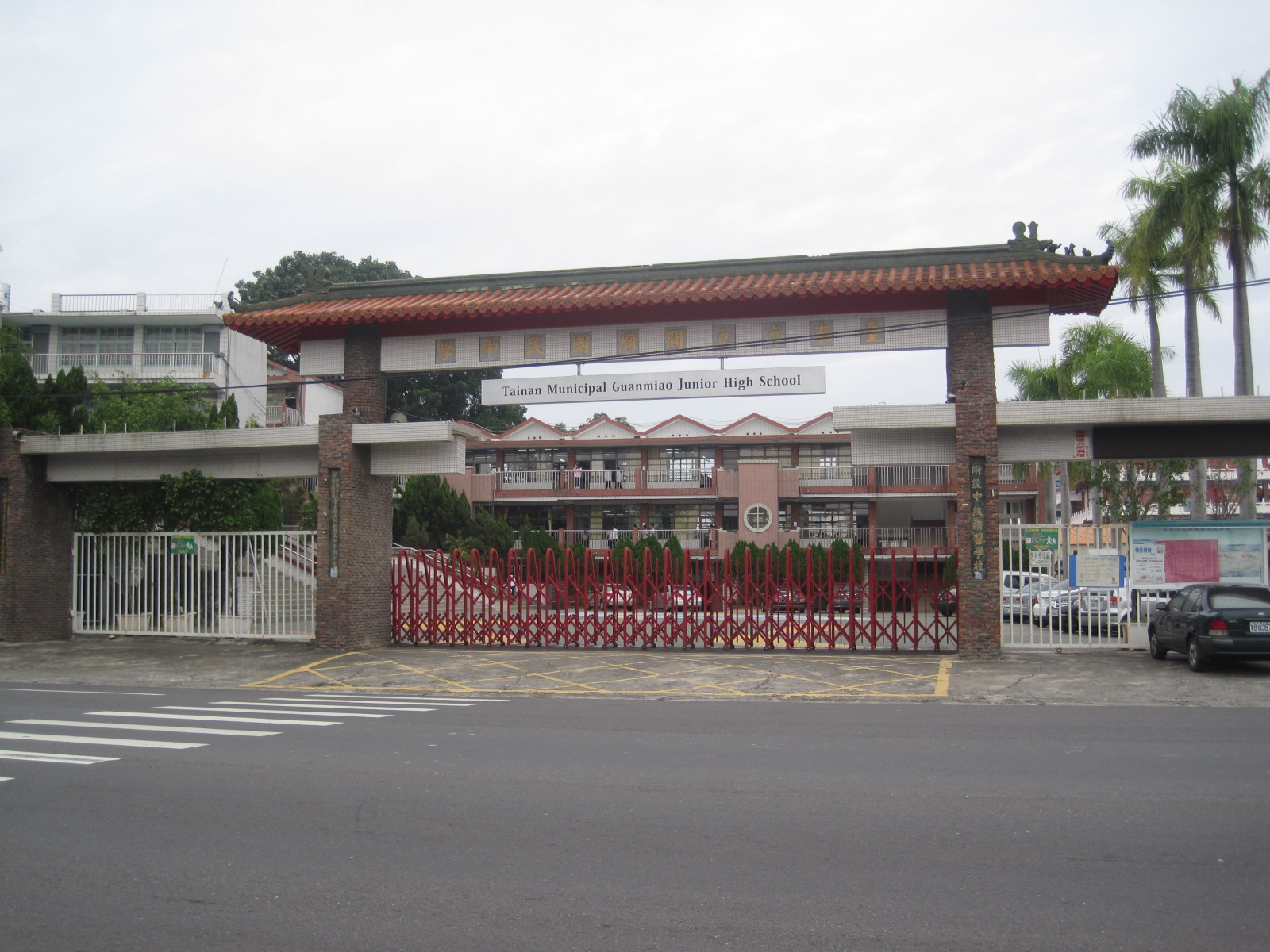
台南市立関廟国民中学

### 国民中学
- 台南市立関廟国民中学

### 国民小学
| - 台南市関廟区関廟国民小学 - 台南市関廟区五甲国民小学 - 台南市関廟区保東国民小学 - 台南市関廟区崇和国民小学 | - 台南市関廟区文河国民小学 - 台南市関廟区深坑国民小学 - 台南市関廟区新光国民小学 |

## 交通
| 種別 | 路線名称                   | その他                    |
| ---- | -------------------------- | ------------------------- |
| 国道 | 国道3号 フォルモサ高速道路 | 關廟IC                    |
| 省道 | 台19甲線                   |                           |
| 省道 | 台86線                     | 東西向快速道路 台南關廟線 |

## 観光
- 山西宮
- 千仏山菩提寺
- 関廟森林公園
- 鉄線橋
- 大潭埤
- 方家宗祠